# 패트릭 J. 애덤스
패트릭 조해니스 애덤스(영어: Patrick Johannes Adams, 1981년 8월 27일 ~ )는 캐나다의 배우이다.

## 출연 작품
- 클라라 (2018)
- 카 독스 (2016)
- 슈츠 시즌5 (2015)
- 로즈마리 베이비 (2014)
- 슈츠 시즌4 (2014)
- 슈츠 시즌3 (2013)
- 슈츠 시즌2 (2012)
- 식스 먼스 룰 (2011)
- 슈츠 : 두 변호사 (2011)
- 2:13 (2009)
- 레이지 (2009)
- 웨더 걸 (2009)
- 익스트림 무비 (2008)
- 워크 하드: 듀이 콕스 스토리 (2007)
- 프라이데이 나잇 라이츠 (2006)
- 크리스마스 인 보스턴 (2005)
- 커맨더 인 치프 (2005)
- 로스트 시즌3 13화 (2006)